# Top Skater
Top Skater est un jeu vidéo de simulation de skateboard édité par Sega en 1997 sur borne d'arcade (Model 2C CRX). Le jeu comporte des niveaux linéaires en descente, dans lesquels le joueur fait une sorte de course vers la ligne d'arrivée en placant des tricks et une fois passée, le score est comptabilisé. La particularité de la borne est ses contrôles : le joueur se tient debout sur un skateboard en se tenant à une rambarde, en bougeant le skate, il fait bouger le personnage. La bande son est composée de dix chansons de Pennywise (issues des albums Full Circle, About Time et Unknown Road),,,.

## Postérité
Neversoft, développeur de Tony Hawk's Skateboarding s'est d'abord inspiré du gameplay de Top Skater avant de progressivement abandonner le genre pour des niveaux en monde ouvert. Ce jeu comporte cependant encore les traces de cette influence dans les niveaux Mall et Downwhill Jam